# Craspedogryllacris marginalis
Craspedogryllacris marginalis är en insektsart som först beskrevs av Walker, F. 1871.  Craspedogryllacris marginalis ingår i släktet Craspedogryllacris och familjen Gryllacrididae. Inga underarter finns listade i Catalogue of Life.